# Emil Löw
Emil Löw (* 29. Februar 1892 in München; † nach 1937) war ein deutscher Politiker (Völkischer Block, NSDAP). Er war unter anderem von 1924 bis 1928 Abgeordneter im Bayerischen Landtag.

## Leben und Wirken
Nach dem Besuch der Volksschule wurde Löw zum Handwerker ausgebildet. Nach dem Ende des Ersten Weltkriegs begann Löw sich allmählich auf lokaler Eben politisch hervorzutun: Nach der Gründung der ersten NSDAP-Ortsgruppe in Bayreuth im Januar 1923 wurde Löw ihr erster Ortsgruppenleiter. Nach dem Verbot der NSDAP nach dem gescheiterten Hitlerputsch vom November 1923 engagierte er sich in diversen Auffangorganisationen.
Bei der Wahl zum Bayerischen Landtag im April 1924 wurde Löw als Kandidat für den Völkischen Block in das bayerische Landesparlament gewählt. 1925 schloss er sich der zu dieser Zeit neu-konstituierten NSDAP-Fraktion im Landtag an, dem er noch bis 1928 angehörte, in dem er aber Franz Kühnel zufolge ab 1925 „kaum mehr in Erscheinung“ trat. Robert Probst zählt Löw, Georg Zipfel und Wilhelm Holzwarth zu den NSDAP-Abgeordneten, denen das „demagogosch-agitatorische Talent“ fehlte und die „durch ihre unbeholfenen Ausführungen den Landtag [oft] zu Lachsalven“ animierten. Löws mangelnde rednerische Begabung war bereits bei der Aufstellung der Landtagskandidaten 1924 bekannt; dass er in Bayreuth dennoch Hans Schemm vorgezogen wurde, wird als Indiz dafür gesehen, dass vorherige Verdienste um die NS-Bewegung eine wesentliche Rolle bei der Kandidatenauswahl spielten. In der Partei zählte Löw zu den Gegnern von Julius Streicher.
Der 1925 neugegründeten NSDAP trat Löw schließlich am 26. Januar 1926 bei (Mitgliedsnummer 29.272). Anfang 1928 trat er aus der NSDAP-Fraktion aus. Am 20. Juni 1928 verließ er auch die Partei, da er für die Landtagswahl 1928 nicht mehr aufgestellt worden war. Zum 1. Mai 1937 trat er erneut der Partei bei (Mitgliedsnummer 5.973.514).